# مؤسسه ملی بینایی

مؤسسه ملی بینایی ایالات متحده آمریکا (به انگلیسی: National Eye Institute) مشهور به NEI، یکی از اعضای موسسات ملی بهداشت ایالات متحده آمریکا (مشهور به NIH) می‌باشد.
وظیفه این مرکز فدرال رهبری و نظارت بر تحقیقات علوم و فناوری در حیطه چشم پزشکی و بیناسنجی می‌باشد.
دفاتر این مؤسسه که در سال ۱۹۶۸ تأسیس شد در جنوب ایالت مریلند واقع گردیده‌است.

## وبگاه رسمی
- وبگاه رسمی